# Şabat
Şabat – miasto w północnym Turkmenistanie, w wilajecie daszoguskim, siedziba etrapu. W 2022 roku liczyło ok. 19,4 tys. mieszkańców.
Miejscowość otrzymała status miasta w 2016 roku.